# 樋野和寿
樋野 和寿（ひの かずひさ、1951年 - ）は、愛媛県松山市生まれのアマチュア野球選手（内野手）。

## 来歴・人物
松山商業高校では2年生時の1968年、投の二本柱であった同期の中村哲（丸善石油）、井上明を擁し、一塁手、五番打者として夏の甲子園に出場。3回戦で三重高の上西博昭に抑えられ敗退。
翌1969年は遊撃手として夏の甲子園に連続出場。準々決勝では静岡商の松島英雄から大会第6号本塁打を放ち、準決勝で若狭高を降し決勝に進出した。決勝は井上と三沢高の太田幸司との投手戦となり、延長18回0-0の引き分けで終了。当時の大会規定によって、勝負は翌日の再試合に持ち込まれた。井上、太田とも再試合に先発登板、太田から1回に先制の大会第9号本塁打を放つ。井上は本調子とは言えず中村の救援を仰ぐが、4-2のスコアで優勝を飾る。8月末からは井上、太田らとともに全日本高校選抜の一員としてブラジル・ペルー・アメリカ遠征に参加する。秋の長崎国体では、準決勝で静岡商に延長12回裏サヨナラ負けを喫した。その他高校同期には三塁手の谷岡潔、捕手の大森光生らがいた。
1969年のドラフト会議で阪神タイガースからドラフト6位指名を受けたが、これを拒否し井上、大森とともに明治大学へ進学。東京六大学野球リーグでは1年生から遊撃手として起用され、1973年秋季リーグで優勝、ベストナイン（遊撃手）に選出される。同年の第2回日米大学野球選手権大会日本代表となる。リーグ通算99試合出場。95安打、打率.271、11本塁打を記録した。その他大学同期にエースの上田芳央、捕手の今久留主邦明がいる。
1973年のドラフト会議で中日ドラゴンズからドラフト5位指名を受けたがこれも拒否。1974年に日本鋼管に入社、三塁手として起用される。1975年からインターコンチネンタルカップ日本代表に3回連続で選出された。前川善裕らと打の主軸となり、1976年の都市対抗に出場。準々決勝では日本鉱業佐賀関の萩野友康（新日本製鐵八幡から補強）から2点本塁打を放つ。決勝に進み、梶間健一と明大先輩の前保洋が北海道拓殖銀行を完封しチーム2度目の優勝を果たす。同大会の橋戸賞を獲得し、社会人ベストナイン（三塁手）にも選出された。同年からアマチュア野球世界選手権にも2回連続出場。1978年の都市対抗でも木田勇が好投。決勝に進出するが、東芝の黒紙義弘に完封負けを喫し準優勝にとどまる。同年の社会人ベストナイン（三塁手）にも選出されている。
現役引退後は社業に戻り、JFEグループのリバースチール株式会社取締役、建設・鉄鋼部長をつとめた。